# Sous-région de Savonlinna
La sous-région de Savonlinna (finnois : Savonlinnan seutukunta) est une sous-région de la Savonie du Sud en Finlande. 
Au niveau 1 (LAU 1 ) des unités administratives locales définies par l'union européenne elle porte le numéro 103.

## Municipalités
La sous-région de Savonlinna est composée des municipalités suivantes :
| Blason              | Municipalité              |
| ------------------- | ------------------------- |
| Enonkosken vaakuna  | Enonkoski (municipalité)  |
| Heinäveden vaakuna  | Heinävesi (municipalité)  |
| Rantasalmen vaakuna | Rantasalmi (municipalité) |
| Savonlinnan vaakuna | Savonlinna (ville)        |
| Sulkavan vaakuna    | Sulkava (municipalité)    |

## Population
Depuis 1980, l'évolution démographique de la sous-région de Savonlinna, au périmètre du 1er janvier 2017, est la suivante:
| Année      | 1980   | 1985   | 1990   | 1995   | 2000   | 2005   | 2010   |
| ---------- | ------ | ------ | ------ | ------ | ------ | ------ | ------ |
| population | 58 719 | 58 605 | 58 054 | 57 250 | 54 067 | 52 042 | 49 520 |

## Politique
Les résultats de l'élection présidentielle finlandaise de 2018: